# Naomie Too
Naomie Too (Uasin Gishu, 24 de abril de 1992) é uma jogadora de vôlei de praia queniana, medalhista de bronze nos Jogos Africanos de Praia de 2019 em Cabo Verde e de prata nos Jogos Africanos em Marrocos

## Carreira
No vôlei de quadra (indoor) jogou por sete anos pelo clube Kenya Pipeline Company, em 2023 foi noemada para a seleção do campeonato nacional, jogando como oposto, mas areias, em 2013, disputou ao lado de Gaudencia Makokha a edição do Campeonato Mundial Sub-23 de Vôlei de Praia em Mysłowice finalizaram na vigésima quinta colocação, já em 2017, disputaram o Mundial de Viena e terminaram na trigésima sétima posição.
Atuou como voleibolista indoor, na posição de oposto pela seleção na edição do Campeonato Mundial de 2018 realizado no Japão.Nas areias conquistou com Gaudencia Makokha a medalha de bronze na edição dos Jogos Africanos de Praia de 2019 na Ilha do Sal; e a prata nos Jogos Pan-Africanos sediados em Rabat.
Ainda em 2019 formou dupla com Agripina Khayesi Kundu e disputaram o campeonato queniano, obtendo o vice-campeonato na etapa de Mombasa, os dois nonos lugares e um quinto lugar, nas três etapas realizadas em Nairóbi. Em 2021, esteve com Veronica Adhiambo Oluoch vencendo aa etapa nacional em Makueni e  em 2022 o terceiro lugar no circuito queniano em Mombasa.Em 2023, retomou a dupla com Gaudencia Makokha obtendo o vice-campeonato na etapa de Mombasa e o quinto lugar no circuito mundial, no Future de Bujumbura.